# Hietajärvi (sjö i S:t Michel, Södra Savolax, 61,91 N, 27,25 Ö)
Hietajärvi är en sjö i kommunen Sankt Michel i landskapet Södra Savolax i Finland. Sjön ligger 104,9 meter över havet. Arean är 13 hektar och strandlinjen är 2,48 kilometer lång.  Den  ingår i Kymmene älvs huvudavrinningsområde.  Sjön ligger omkring 24 kilometer norr om S:t Michel och omkring 230 kilometer nordöst om Helsingfors. 
I sjön finns ön Kotasaari. 